# Sophia Di Martino
Sophia Di Martino (Nottingham, Anglaterra, 15 de novembre de 1983) és una actriu anglesa. Tot i que ja havia tingut rols diversos d'ençà del 2004 al teatre, a la televisió i al cinema, fou el 2021 quan es va revelar internacionalment gràcies a la seva interpretació de la variant femenina de Loki, la versió de l'univers Marvel del déu malèfic asgardià germà de Thor, a la sèrie de Disney +: Loki.

## Filmografia
| Any       | Títol                         | Rol                            | Notes                                                           |
| --------- | ----------------------------- | ------------------------------ | --------------------------------------------------------------- |
| 2004      | Holby City                    | Gemma Walker                   | Sèrie de televisió (Episodi: "In at the Deep End")              |
| 2005      | Doctors                       | Natalie James                  | Sèrie de televisió (Episodi: "Is There a Doctor in the House?") |
| 2006      | New Street Law                | Ella                           | Sèrie de televisió (Episodi: "Episode #1.7")                    |
| 2006      | Free Range                    | Charlotte                      | Curt metratge                                                   |
| 2006      | Strictly Confidential         | Roanna                         | Sèrie de televisió (Episodi: "Episode #1.4")                    |
| 2007-2009 | Ideal                         | Helena                         | Sèrie de televisió (2 episodis)                                 |
| 2007      | Heartbeat                     | Wendy                          | Sèrie de televisió (Episodi: "Where There's Smoke")             |
| 2007      | The Marchioness Disaster      | Erika Spotswood                | Pel·lícula de televisió                                         |
| 2008      | The Royal Today               | Gemma Pennant                  | Sèrie de televisió (46 episodis)                                |
| 2008      | Spooks: Code 9                | Harpie Girlfriend              | Sèrie de televisió (Episodi: "Episode: #1.4")                   |
| 2008      | Survivors                     | Simone                         | Sèrie de televisió (Episodi: "Episode: #1.1")                   |
| 2009      | Blue                          | Saskia Burton                  | Short                                                           |
| 2009      | Boy Meets Girl                | Fashion Student                | TV Mini-series (Episode: "Episode: #1.2") (Uncredited)          |
| 2009-2011 | Casualty                      | Polly Emmerson / Shauna Milsom | TV Series (83 Episodes)                                         |
| 2010      | The Road to Coronation Street | Josie Scott                    | TV movie                                                        |
| 2011      | Black Pond                    | Rachel                         |                                                                 |
| 2012      | Eternal Law                   | Lucy Orchard                   | TV series (Episode: "Episode: #1.1")                            |
| 2013      | Great Night Out               | Mabel                          | TV series (Episode: "Episode: #1.5")                            |
| 2013      | Southcliffe                   | Micki                          | TV Mini-series (Episode: "Episode: #1.5")                       |
| 2013      | Mount Pleasant                | Amber                          | TV series (8 Episodes)                                          |
| 2014      | Friday Night Dinner           | Emma                           | TV series (Episode: "The Girlfriend")                           |
| 2014      | 4 O'Clock Club                | Miss Emma Parkwood             | TV series (10 Episodes)                                         |
| 2015      | A Royal Night Out             | Phoebe                         |                                                                 |
| 2015      | Hetty Feather                 | Hannah Prestwick               | TV series (Episode: "Founding Reclaimed")                       |
| 2015      | Draw on Sweet Night           | Lady Mary Darcy                |                                                                 |
| 2015      | The Job Lot                   | Jodie                          | Sèrie de televisió (Episodi: "Episode: #3.4")                   |
| 2015      | Spencer Jones Christmas       | Mare                           | Pel·lícula de televisió                                         |
| 2016      | Midsomer Murders              | Amber Layard                   | Sèrie de televisió (Episodi: "Breaking the Chain")              |
| 2016      | The Darkest Universe          | Eva                            |                                                                 |
| 2016      | The Lock-In                   | Jodie                          | Curt metratge                                                   |
| 2016–2018 | Flowers                       | Amy Flowers                    | Sèrie de televisió (12 episodis)                                |
| 2017      | Canned                        | Sam                            | Curt metratge                                                   |
| 2017      | Hidden America with Jonah Ray | Emma                           | Sèrie de televisió (Episodi: "London: The Original America")    |
| 2017      | The Photographer              | Sophie                         | Curt metratge                                                   |
| 2017      | Election Spy                  | Becs                           | TV series (9 Episodes)                                          |
| 2017      | Smear                         | Chloe                          | Curt metratge                                                   |
| 2017      | Baby Gravy                    | Brona                          | Curt metratge                                                   |
| 2017      | The Jonah Man                 | Claire                         | Pel·lícula de televisió                                         |
| 2017      | Crackanory                    | Lil                            | Sèrie 4 episodi 6 "The Devil's Haircut"                         |
| 2018      | Into the Badlands             | Lily                           | Sèrie de televisió (2 episodis)                                 |
| 2018      | Click & Collect               | Claire                         | Pel·lícula de televisió                                         |
| 2019      | Yesterday                     | Carol                          |                                                                 |
| 2019      | End-O                         | Jaq                            | Curt metratge                                                   |
| 2020      | Silent Witness                | DCI Claire Ashby               | Sèrie de televisió (2 episodis)                                 |
| 2020      | Louis Wain                    | Judith                         | Postproducció                                                   |
| 2020      | Hitmen                        | Annie                          | Sèrie de televisió (Episodi: "Rivals")                          |
| 2021      | Loki                          | Variant femenina de Loki       | Sèrie de televisió                                              |